# Lusi (città)
Lusi (in greco Λουσοί?, Lousoi; in latino Lusi) è stata un'antica città dell'Arcadia in Grecia.

## Storia
Era situata a circa 1200 metri di altezza, nelle montagne di Aroania, vicino all'odierna Kalavryta, al confine delle città-stato di Feneos e Kleitor.